# 정택훈
정택훈(1995년 5월 26일 ~ )은 대한민국의 축구 선수로, 포지션은 센터백이나, 스트라이커도 소화가 가능하다.

## 유소년 경력
정택훈은 중리중학교, 신한고등학교를 거쳐 고려대학교 축구부에 입단하였다. 2017년 U리그 왕중왕전에서 고려대학교의 대회 2연패에 기여하였으며, 대회 MVP를 수상하는 영광을 안기도 하였다.
2017년 하계 유니버시아드에서는 조별리그 2차전에 우크라이나를 상대로 2골을 기록하는 기염을 토했다.

## 클럽 경력
2017년 12월 21일 대한민국 K리그2의 부천 FC 1995에 신인 선수로 입단하였음이 발표되었다.
2020시즌을 앞두고 경주 한국수력원자력 축구단으로 임대 이적했다.